# Schluchsee (Gemeinde)

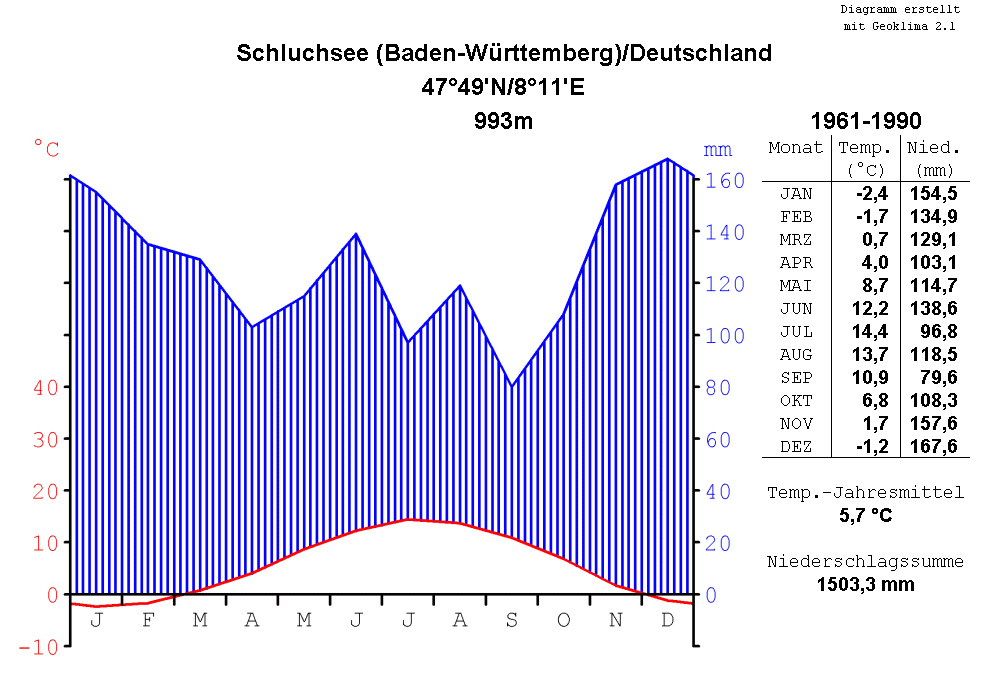
Klimadiagramm Schluchsee

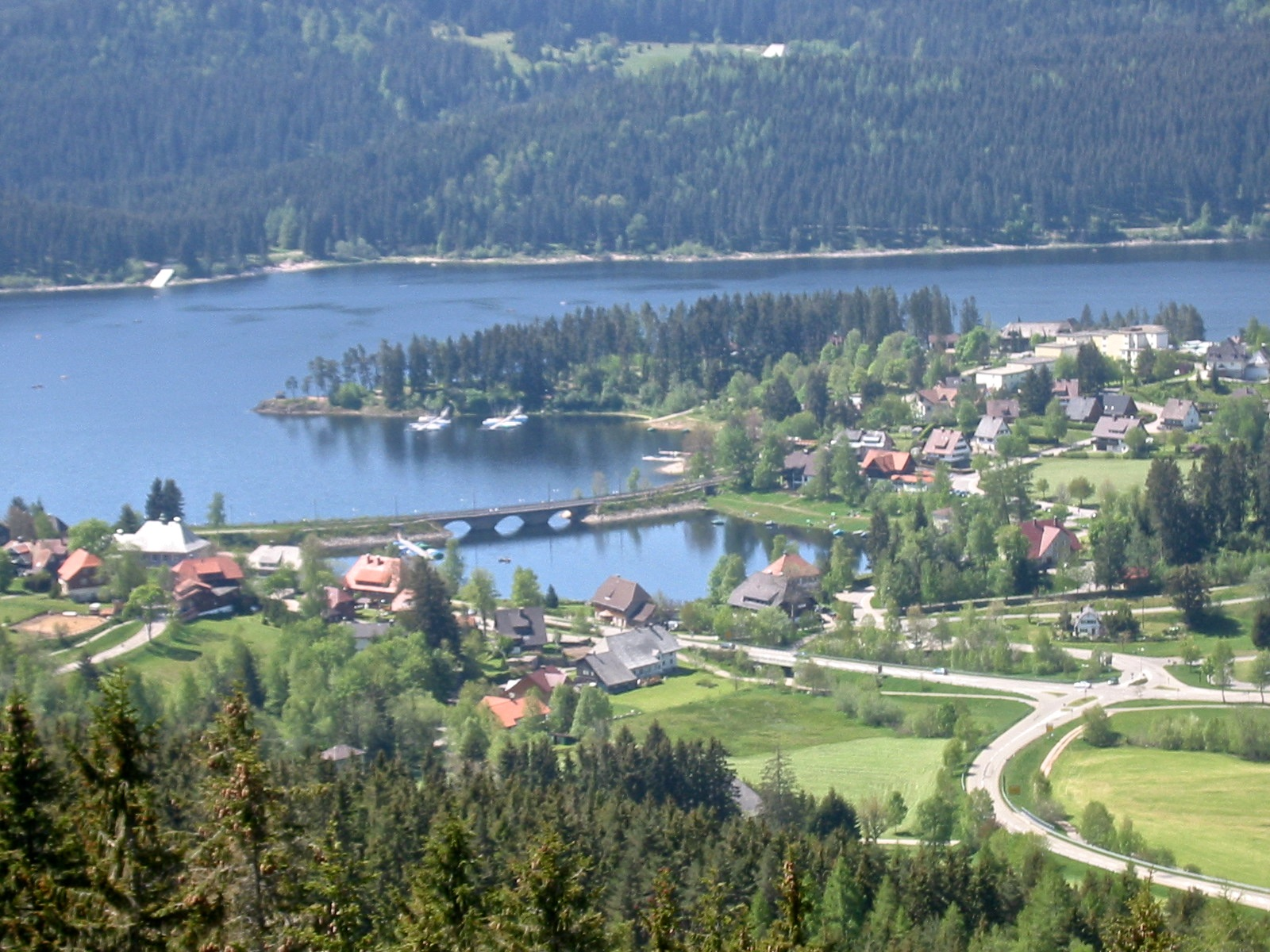
Der Schluchsee und die Ortschaft Schluchsee

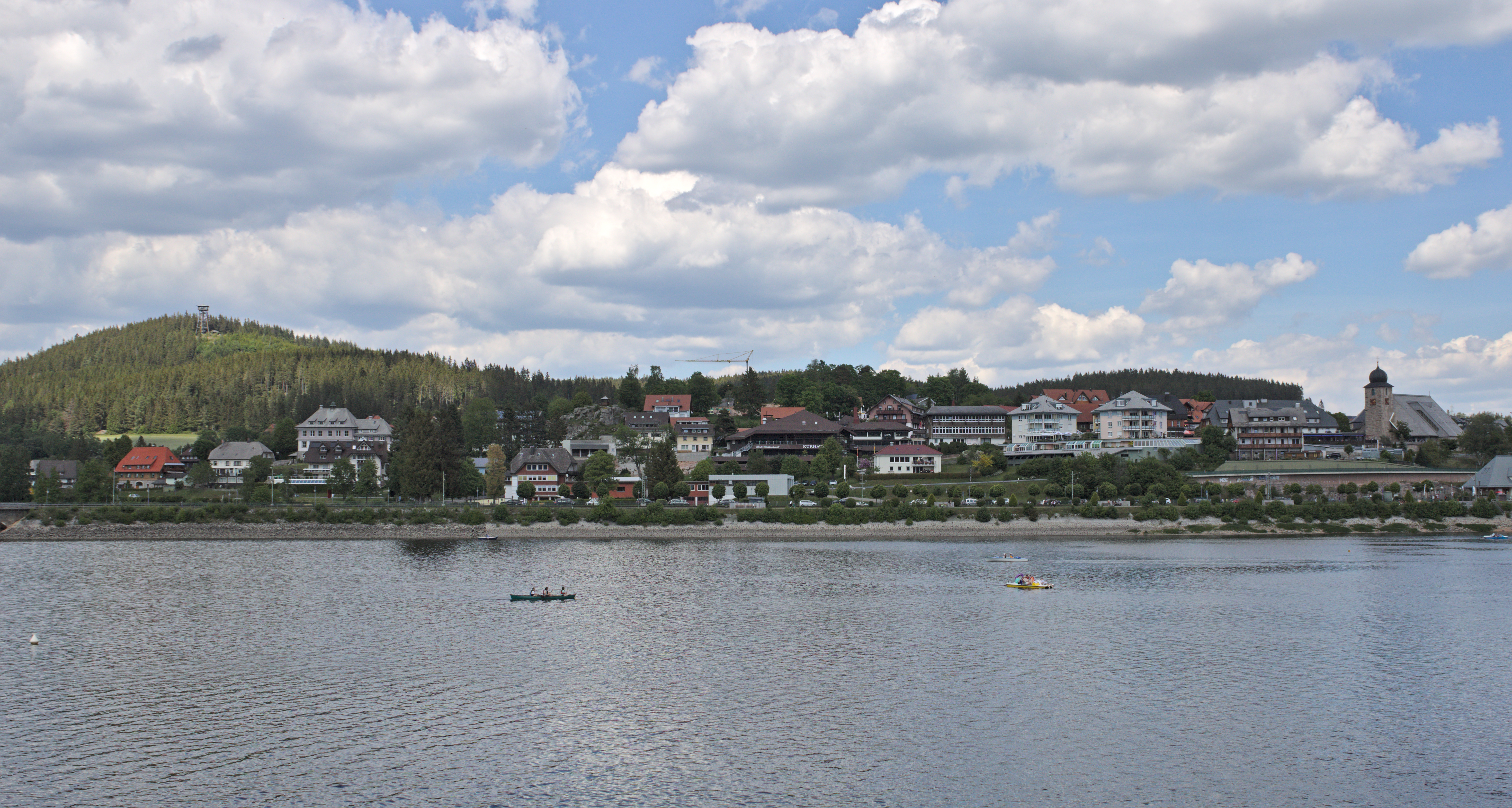
Die Ortschaft Schluchsee vom See aus gesehen

Schluchsee ist ein heilklimatischer Kurort im Naturpark Südschwarzwald im Südwesten Baden-Württembergs am gleichnamigen Stausee, dem größten See des Schwarzwaldes.

## Geografie

### Geografische Lage
Das Gemeindegebiet erstreckt sich in einer Höhenlage von 700 bis 1300 Meter über NN. Den höchsten Punkt bildet die Schnepfhalde im Nordwesten mit 1299 Meter über NN. Der niedrigste Punkt befindet sich am Zufluss des Taubachs in die Schwarza.

### Gemeindegliederung
Schluchsee besitzt infolge von Eingemeindungen in den 1970er Jahren insgesamt fünf Ortsteile mit jeweils einer eigenen Gemarkung. Neben dem namensgebenden Ortsteil Schluchsee sind dies Blasiwald, Faulenfürst, Fischbach und Schönenbach. Auf diese fünf Ortsteile verteilen sich insgesamt sechs Wohnbezirke im Sinne der baden-württembergischen Gemeindeordnung. Diese sind bezüglich Namen und Ausdehnung zumeist mit den einzelnen Ortsteilen identisch, lediglich auf der Gemarkung von Schluchsee befinden sich zwei Wohnbezirke: Schluchsee-Ort und Aha-Äule. Die beiden Ortsteile Schönenbach und Blasiwald bilden zudem Ortschaften im Sinne der baden-württembergischen Gemeindeordnung. Das heißt sie besitzen einen Ortschaftsrat mit einem Ortsvorsteher als Vorsitzendem.
Zum Ortsteil Blasiwald gehören der Weiler Muchenland und die Zinken Althütte, Eisenbreche, Loch, Sommerseite und Winterseite. Zum Ortsteil Faulenfürst gehören das Dorf Faulenfürst und der Ort Seebrugg (Seebruck). Zum Ortsteil Fischbach gehören das Dorf (Ober-)Fischbach und die Zinken Hinterhäuser und Schwende. Zum Ortsteil Schluchsee gehören das Dorf Schluchsee, die Weiler Äule, Oberaha, Unteraha und Unterfischbach, das Gehöft Dresselbach und die Wohnplätze Forsthaus Oberaha und Unterkrummen. Zum Ortsteil Schönenbach gehören das Dorf Schönenbach und die Höfe Oberschwarzhalden und Unterschwarzhalden. In der Gemarkung Blasiwald liegt die abgegangene Ortschaft Wüstengraben und in der Gemarkung Schluchsee die abgegangene Ortschaft Oberkrummen.
Ortsteile der Gemeinde Schluchsee und ihre Einwohnerzahl:
| Ortsteil            | Einwohner |
| ------------------- | --------- |
| Schluchsee *        | 1700      |
| Blasiwald           | 0280      |
| Faulenfürst **      | 0170      |
| Fischbach ***       | 0250      |
| Schönenbach         | 0120      |
| Gemeinde Schluchsee | 2520      |

* mit Aha-Äule, Dresselbach und Unterfischbach
** mit Seebrugg
*** mit Hinterhäuser und Schwende

### Nachbargemeinden

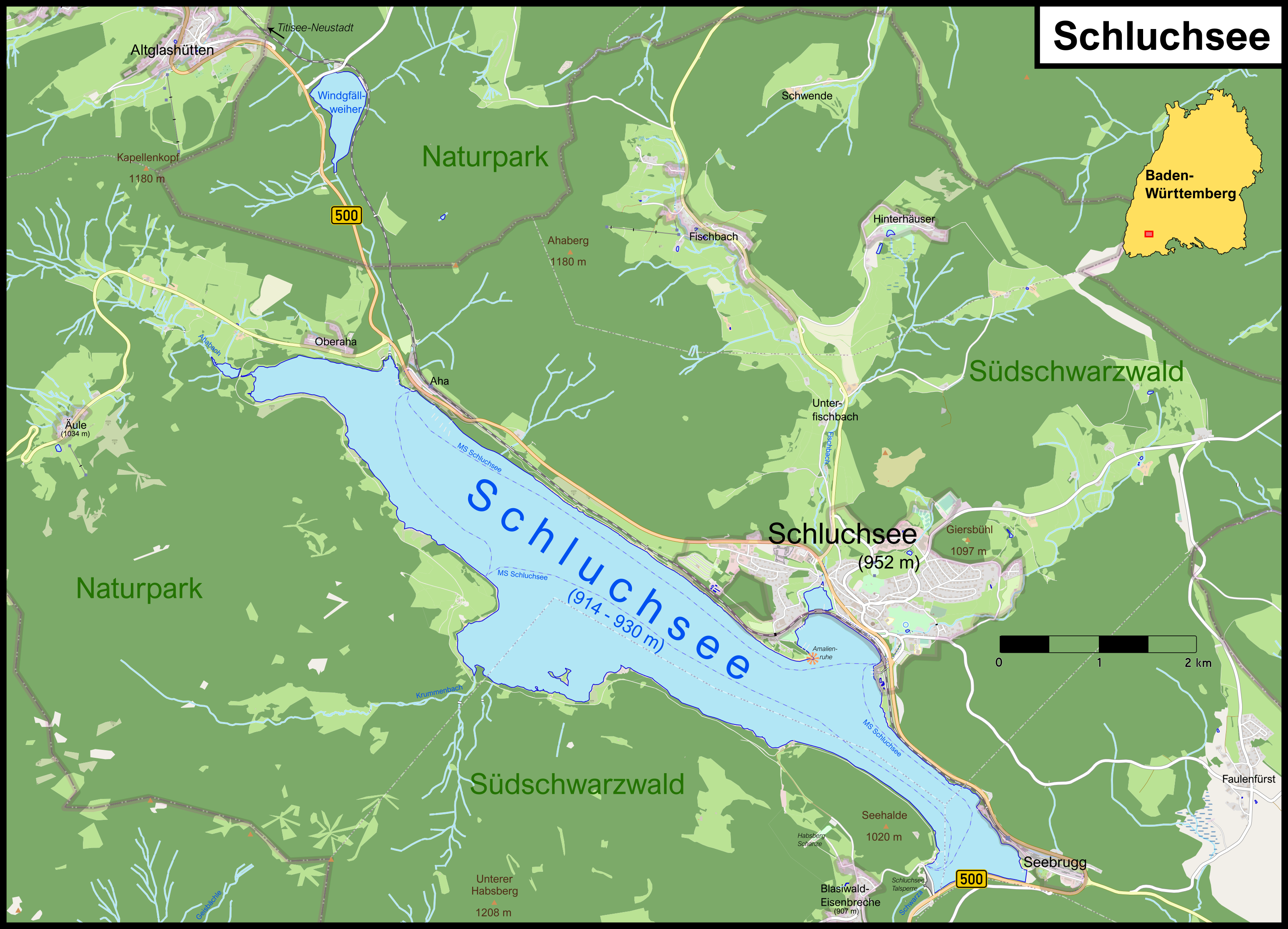
Umgebungskarte der Gemeinde Schluchsee

Schluchsee grenzt an folgende Gemeinden (im Uhrzeigersinn): Feldberg (Schwarzwald), Lenzkirch (beide Landkreis Breisgau-Hochschwarzwald), Bonndorf im Schwarzwald, Grafenhausen, Ühlingen-Birkendorf, Höchenschwand, Häusern und St. Blasien (alle Landkreis Waldshut).

### Klima
Die Durchschnittstemperatur in Schluchsee beträgt +5,6 °C (Januar −2,2 °C; Juli +14,4 °C). Die Niederschlagsmenge beträgt 1503 mm. Der Niederschlag ist gleichmäßig über das ganze Jahr verteilt. (September am trockensten, Dezember am nässesten) (Daten beziehen sich auf den Zeitraum 1961–1990)

## Geschichte
Schluchsee ist einer der ältesten schriftlich erwähnten Orte im Hochschwarzwald. Nachdem sich ein Diplom Kaiser Ottos II. vom 5. Juni 983 inzwischen als Fälschung erwiesen hat, stammt die erste gesicherte Nachricht von 1076. Sie ist einer Urkunde von 1125 entnommen, in der die Schenkung des „Landgutes Schluchsee“ an das Kloster St. Blasien bestätigt wurde. Im Mittelalter lagen die Vogteirechte beim Haus Fürstenberg. Ende des 17. Jahrhunderts erwarb das Kloster St. Blasien wieder die Oberhoheit. 1803 ging sie infolge des Reichsdeputationshauptschlusses an die Johanniter von Heitersheim über. Mit der Errichtung des Großherzogtums Baden mussten diese durch die Rheinbundakte die Hoheitsrechte 1806 an den neuen Staat abtreten.
Im 19. Jahrhundert setzte eine Verarmung der Bevölkerung ein, was zu Auswanderungen führte und die Bevölkerungszahl deutlich sinken ließ. Durch Hunger und Missernten nachhaltig wirtschaftlich geschädigt, sahen sich viele Bauern gezwungen, ihre Höfe an den Staat zu verkaufen. Erst mit dem Bau der 1926 eröffneten Dreiseenbahn von Titisee nach Seebrugg gab es wieder Aufschwung durch den beginnenden Tourismus. Ebenso entscheidend hierfür aber waren die Errichtung der Staumauer und damit die Aufstauung des Sees, der neben seiner Bedeutung für die Energieerzeugung auch einen hohen Freizeit- und Erholungswert bekam. 
Am 1. Juli 1971 wurden die bis dahin selbstständigen Gemeinden Faulenfürst und Fischbach nach Schluchsee eingemeindet, am 1. September 1973 folgte Schönenbach. Blasiwald wurde am 1. Juli 1974 eingemeindet.

## Politik

### Gemeinderat
Bei der Kommunalwahl am 9. Juni 2024 verlor die SPD einen Sitz an die erstmals angetretene Freie Wähler Liste Schluchsee, was zu folgender Sitzverteilung führt:
| Partei / Liste | Sitze | Stimmenanteil |
| SPD            | 5     | 40,85 %       |
| CDU            | 6     | 47,43 %       |
| Freie Wähler   | 1     | 12,52 %       |

### Bürgermeister
Bürgermeister ist seit 2009 Jürgen Kaiser (parteilos). Er wurde 2017 und 2025 wiedergewählt.

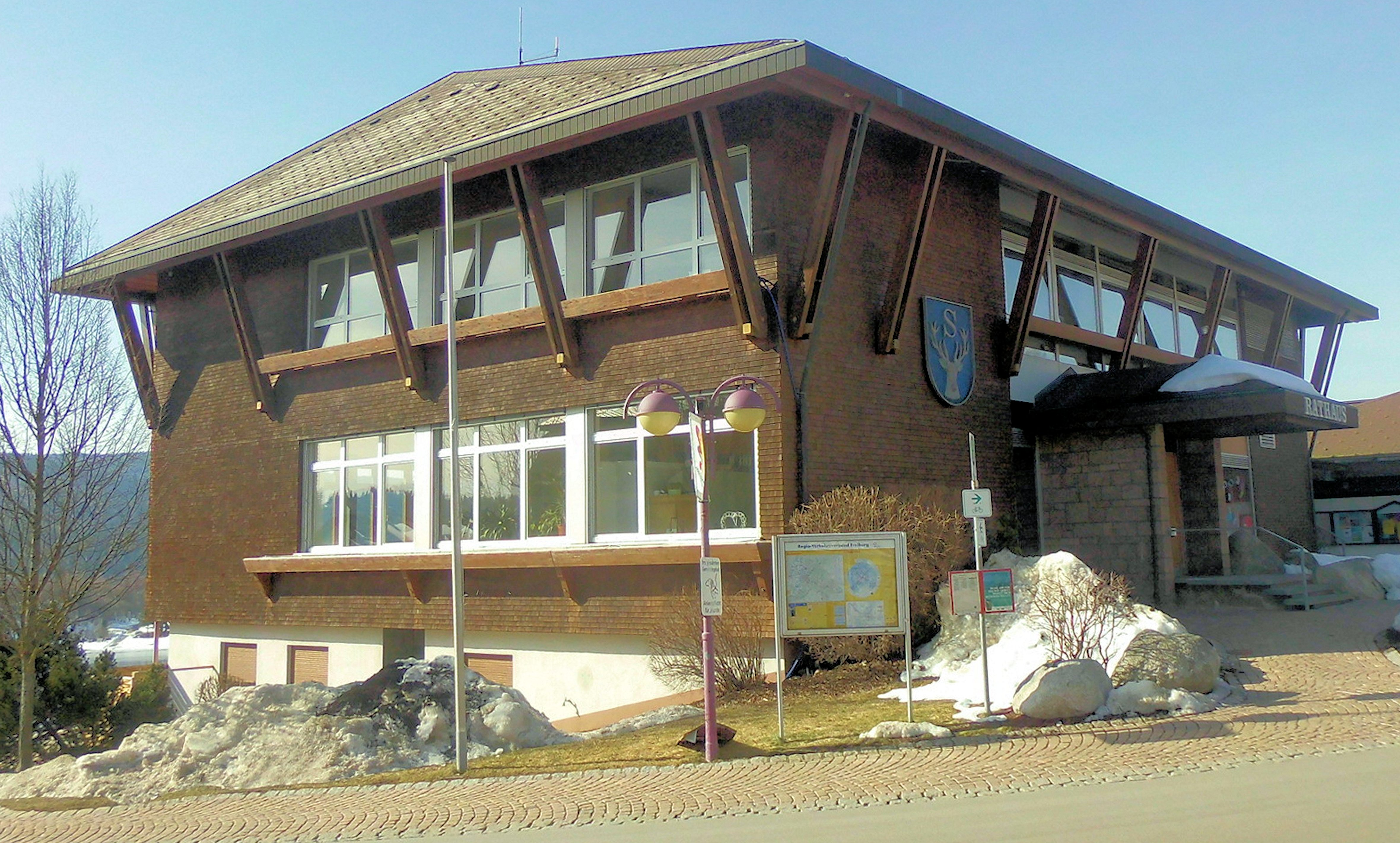
Rathaus Schluchsee

Bürgermeister seit 1945
| Amtszeit  | Name               |
| --------- | ------------------ |
| 1945–1946 | Johann Stier       |
| 1946–1959 | Josef Schlachter   |
| 1959–1961 | Paul Albiez        |
| 1961–1996 | Hermann Schlachter |

| Amtszeit  | Name               |
| --------- | ------------------ |
| 1996–2004 | Theodor Ehret      |
| 2004–2009 | Manfred Merstetter |
| seit 2009 | Jürgen Kaiser      |

### Gemeindepartnerschaft
Schluchsee ist mit der französischen Gemeinde Sevrier am Lac d’Annecy partnerschaftlich verbunden.

## Wirtschaft und Infrastruktur
Wirtschaftlich ist die Gemeinde fast vollständig auf den Fremdenverkehr ausgerichtet.

### Verkehr
Durch die Dreiseenbahn nach Titisee, die am Nordufer des Sees verläuft, ist Schluchsee mit dem Eisenbahnnetz verbunden. Von Titisee bestehen Verbindungen über die Höllentalbahn nach Freiburg und Donaueschingen. Neben dem Endbahnhof der Strecke in Seebrugg gibt es Bahnhöfe bzw. Haltepunkte in Schluchsee und Aha.
Der Dreiseenradweg führt von Freiburg über die Passhöhe Rinken zum Titisee und weiter über den Windgfällweiher nach Schluchsee.
Die Bundesstraße 500 (Schwarzwaldhochstraße) verläuft ebenfalls am Nordufer des Sees und führt durch den Ort, an der Staumauer vorbei bis ins südlich gelegene Waldshut am Hochrhein.

## Kultur und Sehenswürdigkeiten

### Museen
Im Ortsteil Blasiwald nahm in einem dafür umgebauten alten Gasthaus („Eisenbreche“) im Juni 2006 ein Modelleisenbahnmuseum auf verschiedenen Anlagen seinen „Bahnbetrieb“ auf.

### Wanderwege
Schluchsee liegt am Mittelweg, einem Fernwanderweg des Schwarzwaldvereins von Pforzheim nach Waldshut, und am Schluchtensteig von Stühlingen nach Wehr.
Sehenswert ist das Kulturdenkmal der Steinkreise am Schluchsee, das sich auf dem Weg zwischen dem Gasthaus Eisenbreche und der Staumauer am Schluchsee befindet.

### Sport
Schluchsee bietet im Winter mit Skisport (verschiedene Langlaufloipen und gute Abfahrtsstrecken am nahen Feldberg) und im Sommer mit Segeln viele Sportmöglichkeiten.
Der Segelverein Schluchsee e. V. führt in den Sommermonaten Regatten durch.
Seit 1984 findet der Schluchseelauf statt. Der inzwischen traditionelle Laufwettbewerb führt auf einem Rundkurs einmal um den Schluchsee.

### Religion

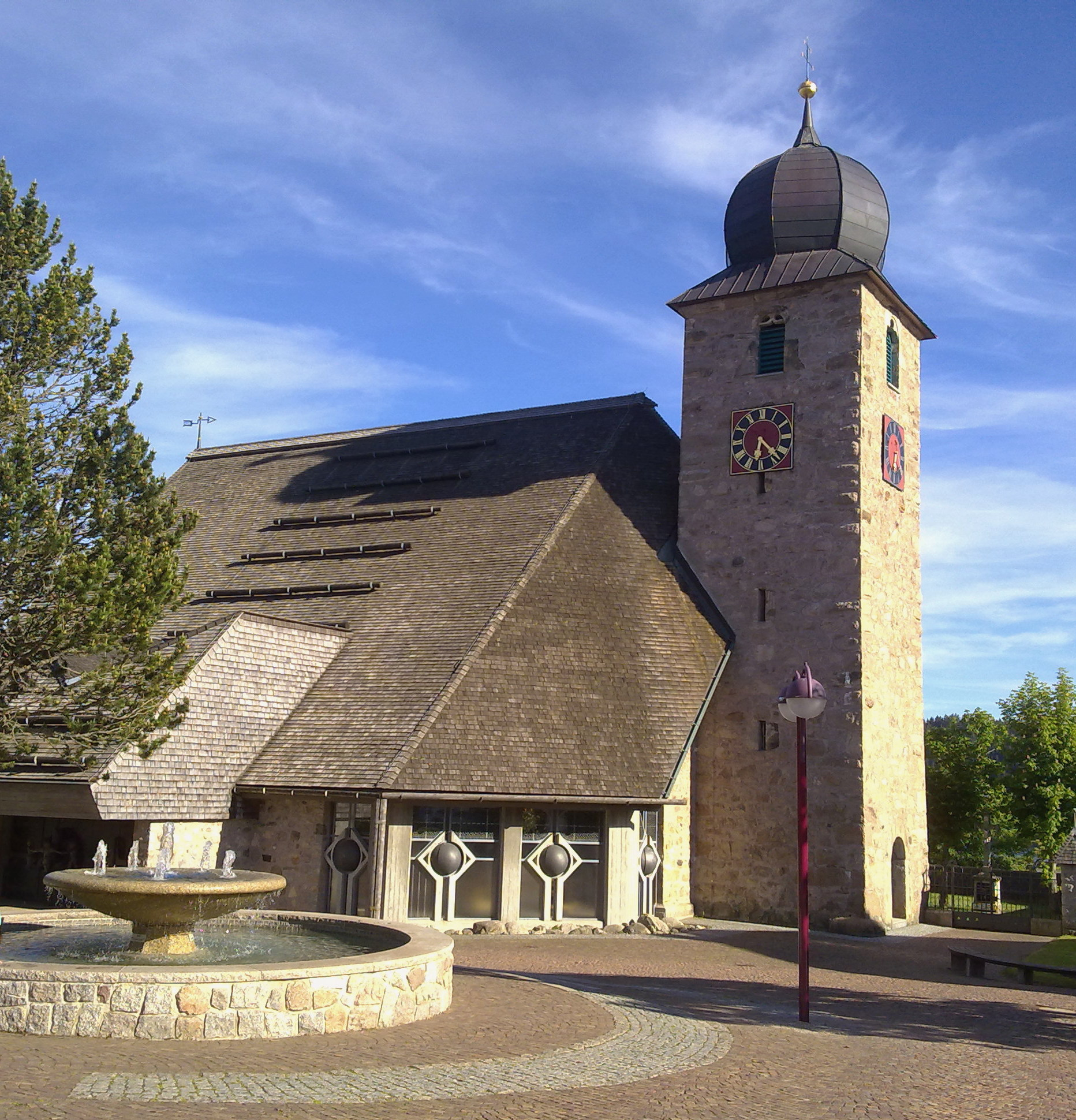
Pfarrkirche St. Nikolaus

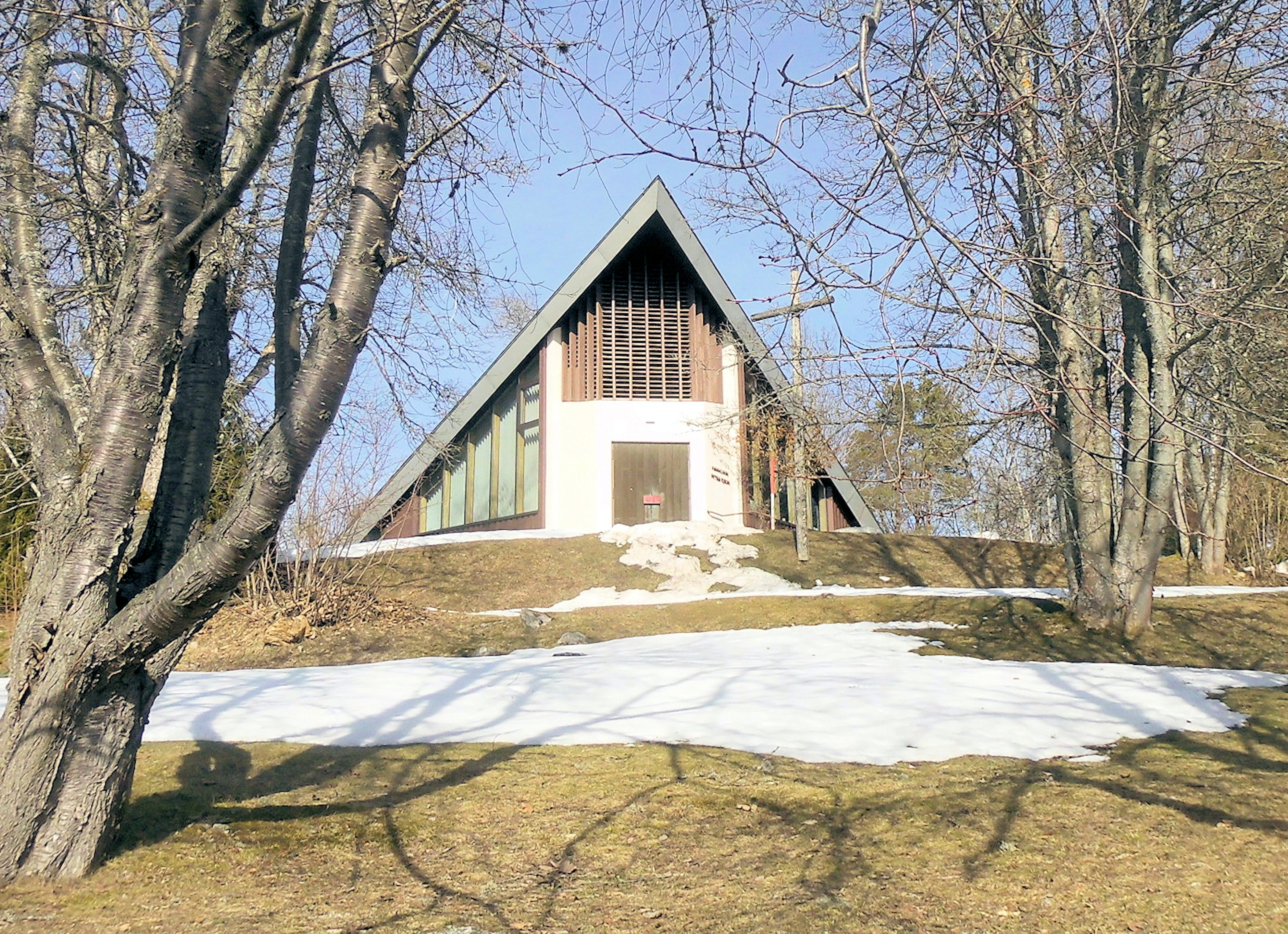
Petruskirche

Die St.-Nikolaus-Kirche, erbaut im Jahre 1275, befindet sich nur ein paar Schritte vom Schluchseer Bahnhof entfernt. Ihr Dach ist komplett mit Holzschindeln gedeckt. Die Ausstattung ist von dem Breisacher Bildhauer Helmut Lutz.

### Regelmäßige Veranstaltungen
Jedes Jahr findet am Sonntag des ersten Wochenende im Mai der Schluchseelauf statt, ein ca. 18 km langer Lauf um den Schluchsee. Am Samstag des ersten Mai-Wochenendes startet der Schluchsee-Nordic-Walkingtag mit zwei Strecken über 18 km bzw. 11 km.
Ende Juli wird jährlich der Schluchseetriathlon als Abschlussveranstaltung der Baden-Württembergischen Triathlonliga veranstaltet. Dabei werden 1.500 Meter im Schluchsee geschwommen, darauf folgen 40 Kilometer Radfahren und ein abschließender 10-Kilometer-Lauf.
Immer im Winter werden am Skilift Fischbach lokale Skirennen ausgetragen.

## Persönlichkeiten

### Söhne und Töchter der Gemeinde
- Johann Baptist Eiselin (1637–1693), Benediktiner und Historiker, geboren in Dresselbach
- Joseph Hörr (1732–1785), Bildhauer, geboren in Blasiwald-Althütte
- Joseph Muchenberger (1791–1863), Glockengießer, geboren in Blasiwald
- Pius Muchenberger (1814–1865), Glockengießer, geboren in Blasiwald
- Benjamin Muchenberger (1823–1876), Glockengießer, geboren in Blasiwald, verlegte 1872 seine Gießerei nach Wehr
- Toni Merz (1895–1966), geboren in Schönenbach, Maler
- Otto Hitzfeld (1898–1990), Regimentskommandeur des Infanterieregiments 213 der 73. Infanterie-Division der Wehrmacht
- Georg Herbstritt (* 1965), Historiker
- Julien Chaim Soussan (* 1968), Rabbiner der Jüdischen Gemeinde Frankfurt

### Weitere Persönlichkeiten mit Bezug zum Ort
- August Hirt (1898–1945), SS-Arzt, nahm sich in Schluchsee Ortsteil Schönenbach das Leben
- Thomas Rapsilber (1966–2002), Eishockeytorwart, ertrank beim nächtlichen Angeln im Schluchsee